# Веско Зехиров
Веско Зехиров е български актьор.

## Биография
Роден е на 2 януари 1937 г. в село Трънчовица. През кариерата си работи в драматичните театри в Кърджали, Добрич, Бургас, Търново и Враца.

## Филмография
- Сляпа събота (1988) – Лотьо
- Място под слънцето (1986)
- Тази кръв трябваше да се пролее (1985)
- Мъж без кола (1980)
- Боянският майстор (1980), 2 серии
- Непълнолетие (тв, 1981) – работник от бригадата (като Веско Зехирев)
- Игра на любов (1980)
- Кръвта остава (1979)
- Всичко е любов (1979) – Парашев
- Грях (1979)
- От нищо нещо (1979)
- Барутен буквар (1977)
- Лебед (1976) – Гатьо
- Трийсет и един чифт волове (1976)
- Неделните мачове (1975) – Къцаров
- Иван Кондарев (1974), (2 серии)
- Ламята (1974)
- Последно лято (1973) – Вуйчото
- Свобода или смърт (1969)